# Hiperplasia
O termo hiperplasia  é usado quando se quer mencionar o aumento do número de células num órgão ou num tecido. Normalmente, acontece a hiperplasia se ocorrer um estímulo específico, como lesões, inflação, alterações hormonais, e se população celular for capaz de sintetizar o DNA, permitindo, assim, que ocorra a Mitose. Devido ao envelhecimento as células vão perdendo a capacidade de sofrer mitose pois não podem mais duplicar seu DNA devido a falta de telômeros dentro do núcleo celular, pois essa substância vai se perdendo a medida que a célula se multiplica durante toda a vida, por este motivo as pessoas idosas não possuem um corpo atlético, pois suas células já estão envelhecidas.

## Hiperplasia Fisiológica
Ocorre um aumento na capacidade funcional de um tecido quando é necessário. Ex: Proliferação do epitélio glandular da mama feminina na puberdade e durante a gravidez.

### Hiperplasia hormonal
É a hiperplasia mediada por níveis hormonais. Ex: Mama e útero na gravidez e na puberdade e aumento do endométrio após menstruação.

### Hiperplasia compensatória
Ocorre um aumento da massa tecidual após dano ou ressecção parcial. Ex: Regeneração do fígado..

## Hiperplasia Patológica
A maioria das formas de hiperplasia patológica é causada pela estimulação excessiva das células alvo por hormonas ou por fatores de crescimento. 

### Hiperplasia doendométrio
Causa sangramentos menstruais anormais tendo como causa desequilíbrio entre a relação normal entre estrógenos e progesterona entre outros hormonios sexuais. Se não for tratada, pode causar Neoplasia maligna ou Cancer endometrial.Outra patologia é a  Endometriose que é o aparecimento e crescimento do endométrio fora do seu sítio normal, o útero. A endometriose  podem causar esterilidade.

### Hiperplasiagengival
Pode ocorrer devido a anormalidades congênitas, anormalidades hormonais ou pouca higiene oral por muito tempo. Uma afecção preexistente de inflamação gengival predispõe o paciente à hiperplasia. A hiperplasia gengival também pode ser decorrente de medicação prescrita para outras enfermidades. Os três medicamentos mais comuns que podem levar a uma dramática hiperplasia gengival são a fenitoína, os bloqueadores dos canais de cálcio e a ciclosporina.
A hiperplasia gengival se desenvolve em aproximadamente metade dos pacientes que tomam fenitoína. A gengiva interdental anterior é o ponto mais comum de aumento de volume, começando as alterações um mês após o início do tratamento. À medida que o crescimento continua, o tecido marginal pode estender-se e quase cobrir a superfície facial das coroas. As características histológicas da hiperplasia por fenitoína incluem aumento das quantidades de tecido conjuntivo, ausência de alterações vasculares e diminuição da espessura epitelial. Os linfócitos e os plasmócitos podem estar presentes devido a aumento da placa em torno da gengiva.
A nifedipina é o bloqueador dos canais de cálcio mais comum a causar aumento de volume da gengiva, podendo ocorrer em duas semanas de uso do medicamento, mas comumente aparece em um a três meses. O aumento de volume das gengivas causado pela nifedipina tem uma incidência aproximada de 38%. Os exames clínicos e histológicos assemelham-se aos da fenitoína, demonstrando aumento da substância fundamental extracelular e dos fibroblastos. O alívio dos sintomas em geral ocorre uma semana após a interrupção dos bloqueadores dos canais de cálcio.
A incidência de hiperplasia gengival associada à ciclosporina varia de 13% a 85%. O crescimento excessivo começa em um a três meses de tratamento. Esta variação pode ser devida ao uso concomitante de medicações. A hiperplasia induzida pela ciclosporina é clinicamente semelhante à induzida pela fenitoína, envolvendo a gengiva anterior e a cobertura das coroas dos dentes. Os achados histológicos incluem aumento da quantidade de tecido conjuntivo, juntamente com epitélio paraqueratinizado irregular.
Existe uma relação inversa entre a higiene oral e o grau de aumento da gengiva associado a esses medicamentos. Embora a boa higiene oral tipicamente não impeça o aumento da gengiva em indivíduos sensíveis, pode limitar a severidade da resposta a níveis aceitáveis. Embora a suspensão ou a substituição do medicamento possa levar à regressão, a remoção cirúrgica do tecido em excesso (gengivectomia) pode ser necessária para permitir higiene oral adequada em certos indivíduos.

### Hiperplasia da Próstata
A Hiperplasia da próstata, também chamada de HPB (confundida com neoplasia) é o aumento da próstata de forma diferenciada. Pode ser confundida com cancro, mas na maioria das vezes são benignos.

## Mecanismos
A Hiperplasia é causada pela produção local de factores de crescimento, aumento dos receptores dos factores de crescimento nas células envolvidas ou na activação de determinadas vias de sinalização intracelular. Todas essas alterações levam à produção de factores de transcrição que activam muitos genes celulares, incluindo os genes que codificam os factores de crescimento, receptores para os factores de crescimento e reguladores do ciclo celular, resultando na proliferação celular. Na hiperplasia hormonal, as próprias hormonas podem actuar como factores de crescimento e desencadear a transcrição de vários genes celulares. A fonte dos factores de crescimento na hiperplasia compensatória e os estímulos para a sua produção não estão bem definidos. O aumento no volume do tecidual celular após alguns tipos de perda celular ocorre tanto através da proliferação das células remanescentes como também pelo desenvolvimento de novas células a partir de células-tronco.
1. ↑  Breda, Fabiane (24 de julho de 2018). «Hiperplasia: Doença, tipo, o que é». Portal São Francisco. Consultado em 22 de janeiro de 2025
2. ↑  Seabra, Rodrigo (18 de junho de 2023). «O que é hiperplasia?». Goseabra. Consultado em 22 de janeiro de 2025